# Rutledge (Tennessee)
Rutledge é uma cidade  localizada no estado norte-americano de Tennessee, no Condado de Grainger.

## Demografia
Segundo o censo norte-americano de 2000, a sua população era de 1187 habitantes.
Em 2006, foi estimada uma população de 1270, um aumento de 83 (7.0%).

## Geografia
De acordo com o United States Census Bureau tem uma área de
12,1 km², dos quais 12,1 km² cobertos por terra e 0,0 km² cobertos por água.

## Localidades na vizinhança
O diagrama seguinte representa as localidades num raio de 24 km ao redor de Rutledge.